# Виланова (Ријети)
Виланова је насеље у Италији у округу Ријети, региону Лацио.
Према процени из 2011. у насељу је живело 22 становника. Насеље се налази на надморској висини од 979 м.